# АртКлязьма
АртКлязьма — выставочный проект, проводившийся по инициативе художника Владимира Дубосарского с 2002 («Мелиорация») по 2005 год на территории пансионата «Клязьминское водохранилище» на северном берегу Пироговского водохранилища вблизи деревни Сорокино.

## История
Фестиваль, организованный художниками Владимиром Дубосарским, Александром Виноградовым и куратором Евгенией Кикодзе, состоялся в пансионате «Клязьменское водохранилище», на территории пятиэтажного полуразрушенного павильона «Солнечный» и прилегающих к нему окрестностей. Фестиваль длился три дня, с 30 августа по 1 сентября 2002 года.
На фестиваль съехались несколько сот художников и несколько тысяч зрителей.
С 2003 года фестиваль «Мелиорация» стал проводиться под названием «АртКлязьма». Название «АртКлязьма» было придумано куратором Ольгой Лопуховой, которую Владимир Дубосарский, отец-основатель, пригласил работать арт-директором фестиваля.
Девиз второй «Арт-Клязьмы» — «Новая российская реальность».

## Цитаты
«Когда мы планировали первый фестиваль, мы ещё не думали о возможности его периодичности, мы связывали с ним вполне конкретные задачи. За последние пять-шесть лет не проводилось ни одной большой художественной выставки, где художники могли бы свободно высказаться. Выставки всегда проходили под более или менее строгим патронажем галерей или кураторов — всё слишком разрозненно: в галереях своя жизнь, у кураторов своя. К тому же ни одна из них не брала на себя задачу представить всё современное искусство России, послужить гамбургским счётом московской художественной ситуации. <...> Хотелось бы, чтобы фестиваль был катализатором активности московских художников, чтобы мы все увидели, кто сейчас задаёт тон в искусстве, кто что делает, как работы соотносятся друг с другом» — Владимир Дубосарский, 2003.